# Krapendorf
Krapendorf, auch Crapendorf geschrieben, ist heute der älteste Stadtteil der Stadt Cloppenburg im gleichnamigen Landkreis in Niedersachsen.

## Geschichte und geographische Ausdehnung

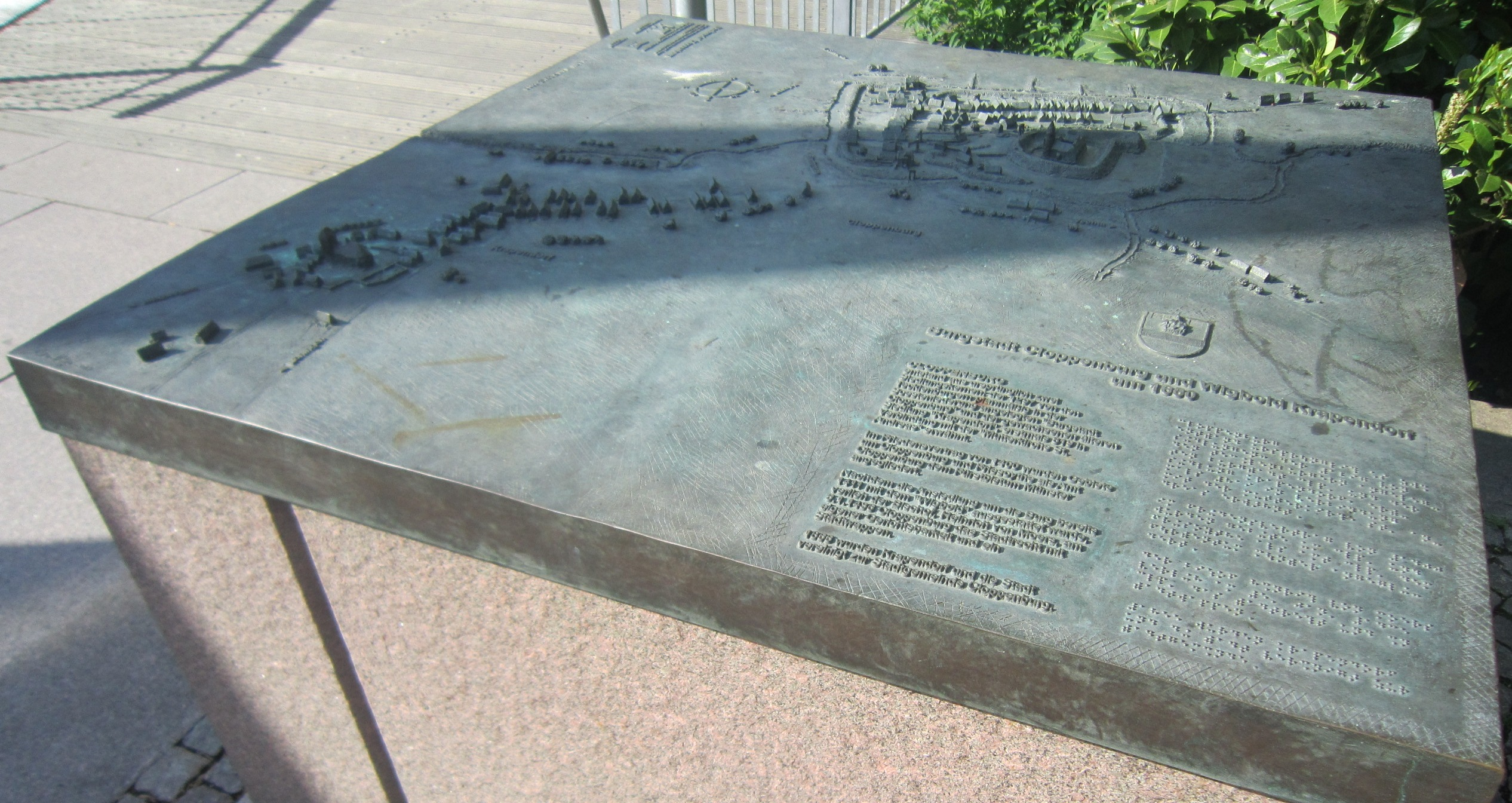
Bronze-Modell von Krapendorf (links) und Cloppenburg (rechts) um 1650 (Künstler: Albert Bocklage) – Gut erkennbar: die geringe Distanz zwischen den beiden Orten

Der Kernbereich des ehemaligen Kirchdorfs Krapendorf liegt heute innerhalb der Innenstadt Cloppenburgs. Die Grenze zwischen dem ehemaligen Krapendorf und dem ehemaligen Cloppenburg ist heute nicht mehr wahrnehmbar, da beide Siedlungen zusammengewachsen sind. Sie lagen bereits im späten Mittelalter und in der frühen Neuzeit dicht beieinander, so dass die Cloppenburger, die lange Zeit über keine eigene Pfarrei verfügten, sich problemlos nach Krapendorf zum Kirchgang begeben konnten.

### Mutterpfarre und Kirchspiel
Krapendorf wurde im 9. Jahrhundert im Zuge der Christianisierung des sächsischen Lerigaus als Mutterpfarre gegründet. Bis ins 18. Jahrhundert war Krapendorf Sitz eines großen Kirchspiels, zuletzt im Amt Cloppenburg des Niederstifts Münster, das die Bauerschaften Ambühren, Bethen, Bühren, Garrel, Kneheim, Lankum, Lüsche, Nutteln, Resthausen, Schwertheim, Sevelten, Stalförden, Stapelfeld, Tegelrieden, Vahren, Varrelbusch und Warnstedt einschloss.
Anlässlich einer Grenzberichtigung zwischen den Ämtern Cloppenburg und Friesoythe gelangte 1824 die Kolonie Petersfeld zum Amt Cloppenburg und damit zum Kirchspiel Krapendorf.
Die ungewöhnliche ursprüngliche Größe des Kirchspiels ist durch die relativ geringe Bevölkerungsdichte der Gegend bis zum 18. Jahrhundert zu erklären, die u. a. bewirkte, dass es erst seit dem 19. Jahrhundert in nennenswertem Umfang einen Bau neuer Kirchen in den Randbereichen Krapendorfs gab. So blieb z. B. den Bewohnern Kneheims erst ab 1801 der Weg zur Kirche in den Flecken Krapendorf erspart, indem das Bischöfliche Generalvikariat in Münster den Bau einer Kapelle in Kneheim für damals 250 Gläubige genehmigte.

### Flecken und Landgemeinde
Bis 1855 war Krapendorf ein unmittelbar an die Stadt Cloppenburg angrenzender selbstständiger Flecken mit angeschlossener Landgemeinde. In diesem Jahr wurde der Flecken von der zugehörigen Landgemeinde getrennt und mit dem um 1400 gegründeten Ort Cloppenburg vereinigt, der 1435 zur Stadt erhoben worden war. Die 1855 aus der Fusion hervorgegangene Stadt trägt bis heute den Namen Cloppenburg, die sie umgebende politische Gemeinde behielt 1855 den Namen Krapendorf.
Bereits 1856 wurden Sevelten der Gemeinde Cappeln (Oldenburg) und Lüsche der Gemeinde Vestrup im Amt Vechta zugeschlagen. 1872 wurde die Gemeinde Garrel gegründet. Zu ihr gehört auch der ehemalige Krapendorfer Ortsteil Varrelbusch. 1933 kamen Resthausen und Stalförden zur Gemeinde Molbergen, Warnstedt, Nutteln und Tegelrieden zur Gemeinde Cappeln sowie Kneheim zur Gemeinde Lastrup. Die übrigen Ortschaften des alten Kirchspiels Krapendorf wurden in die Stadt Cloppenburg eingemeindet. Die Dorfgemeinschaft Hoheging-Kellerhöhe-Bürgermoor wurde bei der Auflösung der Gemeinde Krapendorf auf die Stadt Cloppenburg sowie auf die Gemeinden Emstek und Garrel aufgeteilt.

## In der Zeit der Selbstständigkeit Krapendorfs entstandene Sehenswürdigkeiten
Die katholische St.-Andreas-Kirche in Cloppenburg stammt aus dem 18. Jahrhundert. 1855, zum Zeitpunkt der Vereinigung Krapendorfs mit Cloppenburg, lag sie wegen der Abtrennung der Landgemeinde Krapendorf am Rand der neuen Stadtgemeinde Cloppenburg.

## Siehe auch

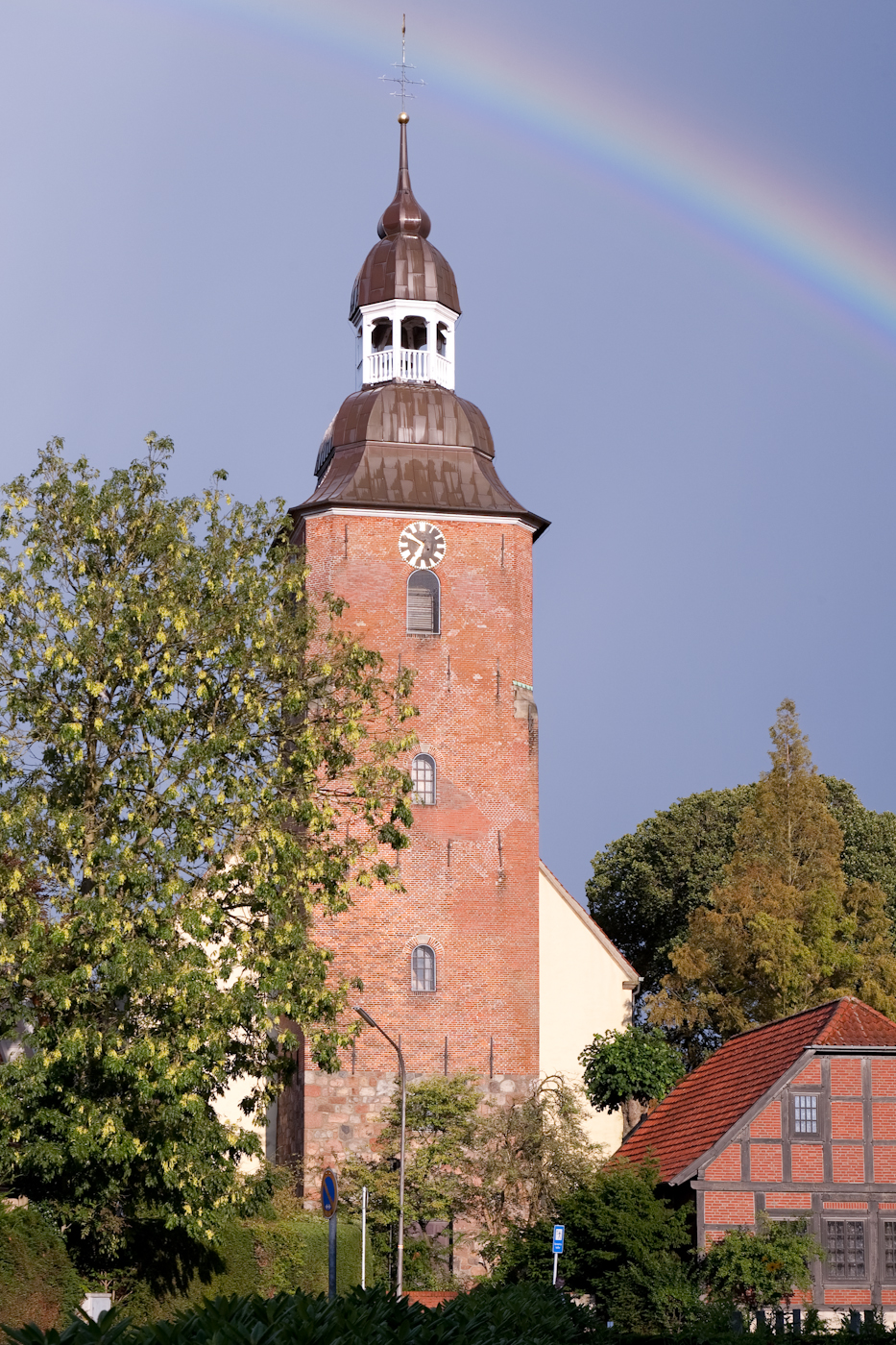
St. Andreas-Kirche
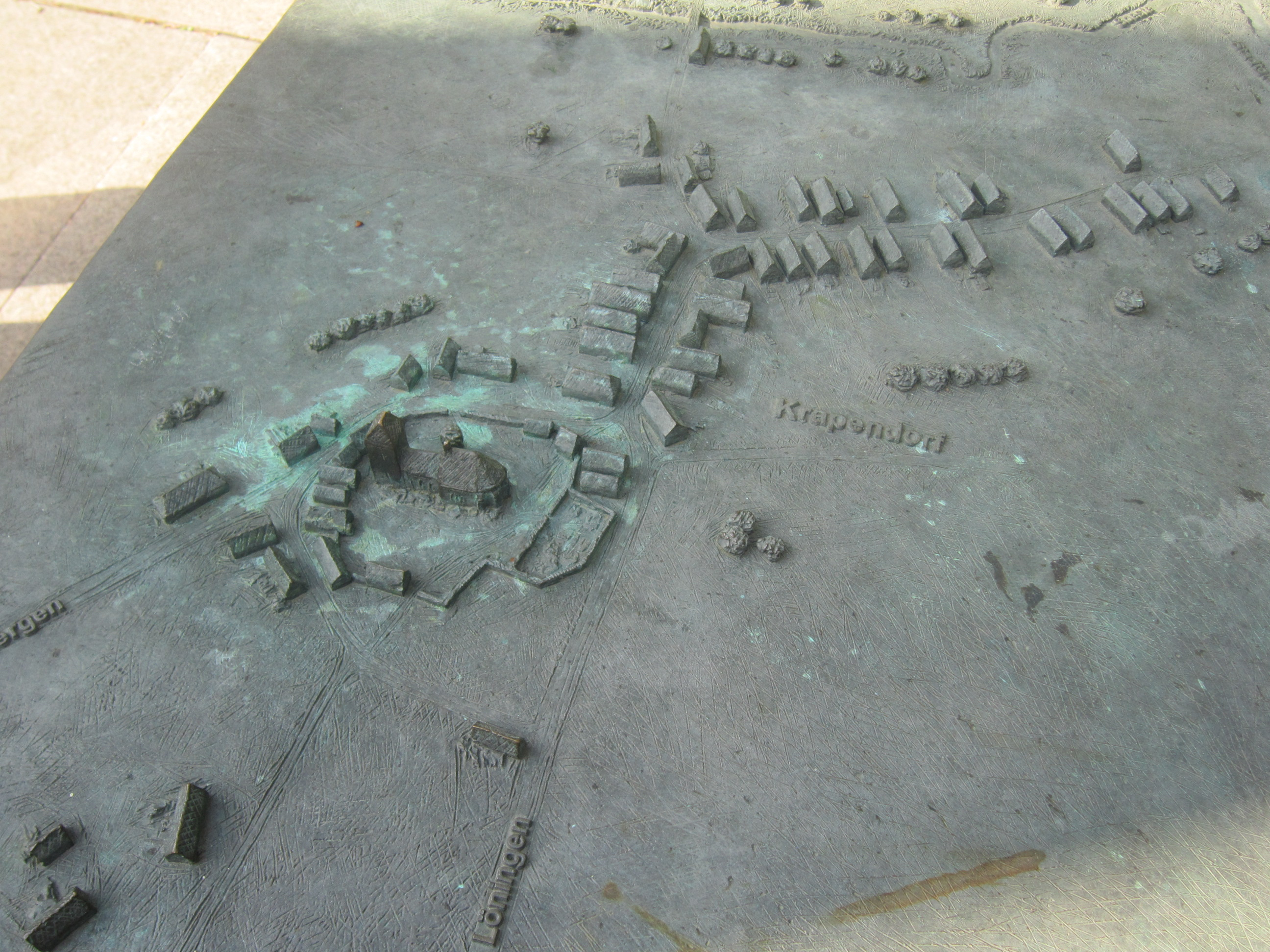
Krapendorf (Detailansicht aus dem Bronze-Modell von Cloppenburg; um 1650)
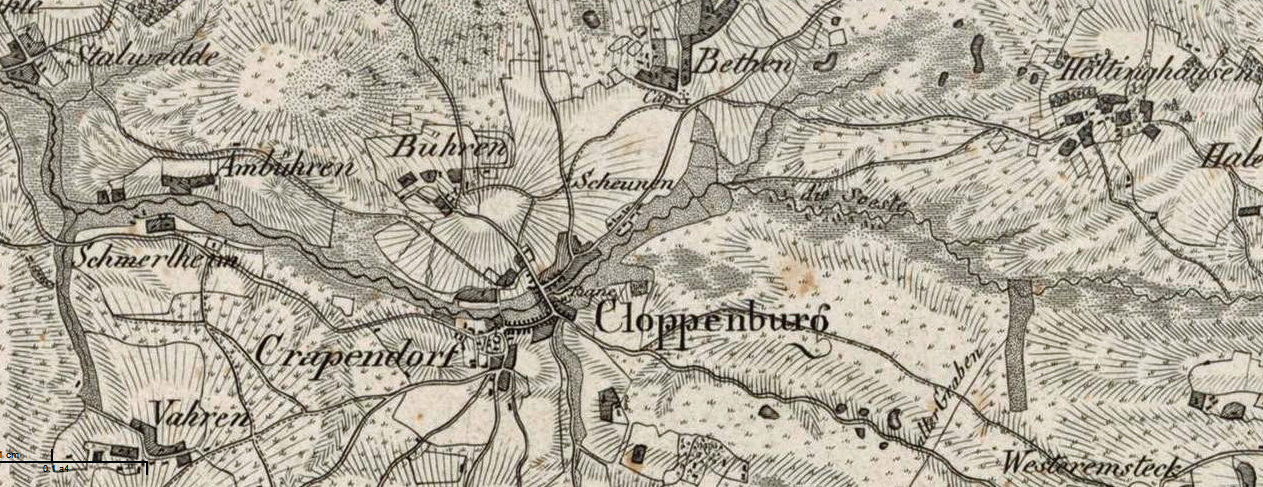
Crapendorf auf einer Topographischen Karte aus dem Jahr 1805
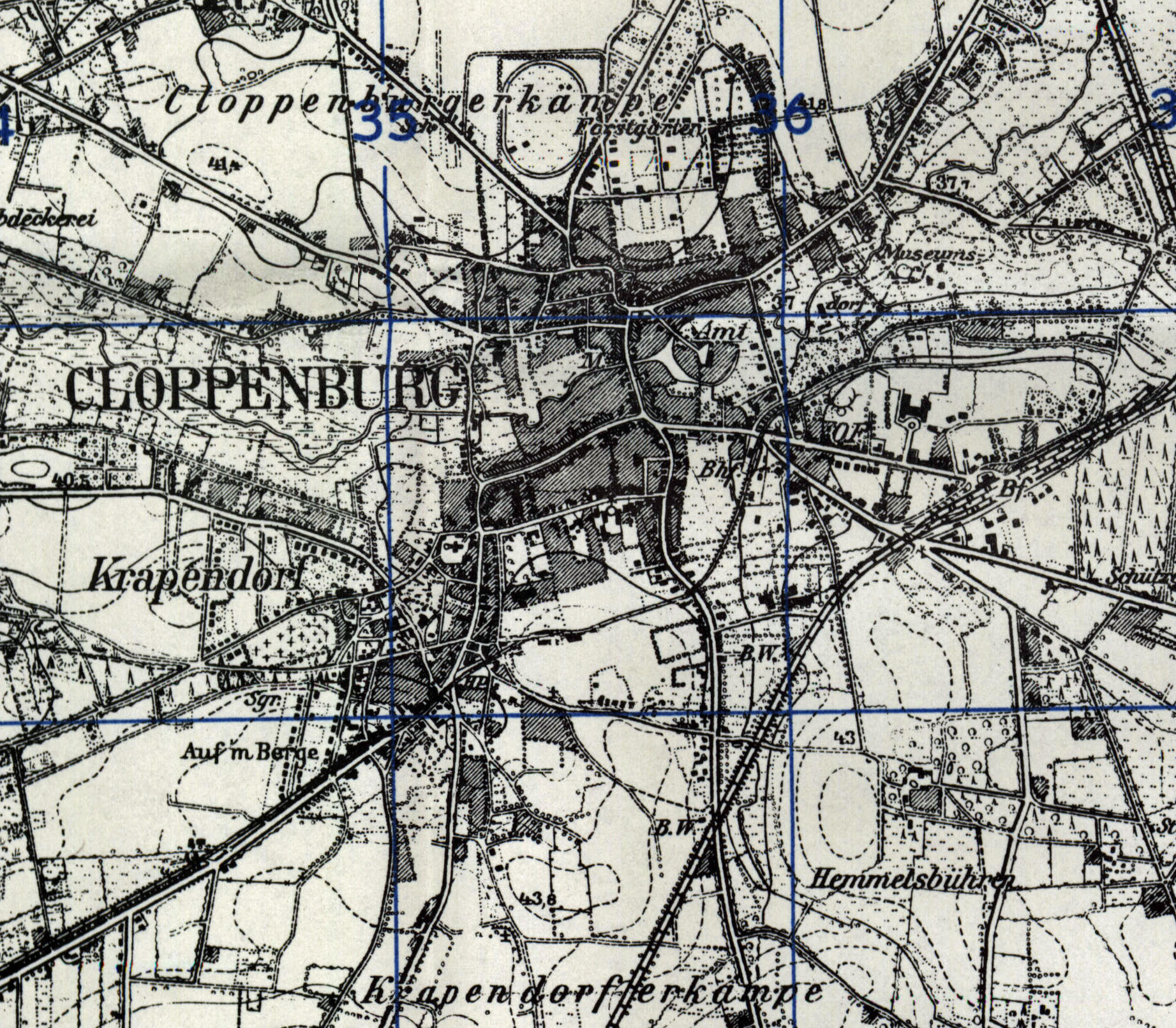
Die Stadt Cloppenburg (mit Krapendorf) in den 1930er Jahren

## Persönlichkeiten

### Söhne
- Wilhelm Selkmann (1818–1913), Ministerialbeamter und maßgeblicher Abgeordneter im Großherzogtum Oldenburg
- Ignatz Feigel (1855–1922), katholischer Politiker im Großherzogtum Oldenburg